# Шафрановые
Шафра́новые (лат. Crocoideae) — подсемейство растений из семейства Ирисовых.

## Биологическое описание
Клубнелуковицы растений до 3 см в диаметре, округлой или сплюснутой формы, одеты чешуями и дают пучок корневых мочек, которые могут иметь различную форму и окраску в зависимости от вида. Стебель растения не развивается.
Представители рода Шафран имеют прикорневые, линейные листья, которые снизу охвачены влагалищными чешуями, появляющимися в период цветения или после его окончания.
Цветение растений происходит весной или осенью, в зависимости от вида. Цветки растения одиночные, иногда по две-три штуки из одной клубнелуковицы. Околоцветник длинно–воронковидный, крупный. Отгиб венчика состоит из шести долей, которые переходят в длинную цилиндрическую трубочку. Тычинки растения прикреплены к зеву околоцветника; пыльники линейны и прямостоячие; столбик нитевидный и имеет три рыльца. Окраска цветков может быть от жёлтой и оранжевой до светло-сиреневой и тёмно-фиолетовой.
Плод — трёхгнёздная коробочка с мелкими угловатыми семенами.

## Распространение
Подсемейство Crocoideae наиболее распространено в Капской земле и Средиземной области.

## Классификация
В этом подсемействе присутствует род Шафран (Crocus) с 60 видами, род Ромулея (Romulea) с 50 средиземноморскими видами и Сирингодея (Syringodea) и Галаксия (Galaxia) по 3 вида.
По классификации 2020 года Голдблатта и Меннинга подсемейство делится на следующие трибы и рода:
Триба Tritoniopsideae
- Tritoniopsis

Триба Watsonieae
- Afrosolen
- Codonorhiza
- Cyanixia
- Lapeirousia
- Micranthus
- Pillansia
- Savannosiphon
- Schizorhiza
- Thereianthus
- Watsonia
- Zygotritonia

Триба Ixieae
Подтриба Gladiolineae
- Gladiolus

Подтриба Melasphaerulineae
- Melasphaerula

Подтриба Freesiineae
- Crocosmia
- Devia
- Freesia
- Xenoscapa

Подтриба Hesperanthineae
- Geissorhiza
- Hesperantha

Подтриба Tritoniinae
- Babiana
- Chasmanthe
- Dierama
- Duthiastrum
- Ixia
- Sparaxis
- Tritonia

Подтриба Radinosiphoninae
- Radinosiphon

Подтриба Crocinae
- Afrocrocus
- Crocus
- Romulea
- Syringodea